# E383A (Ecuador)
De E383A of Vía Colectora Y de San Antonio-San Vicente (Verzamelweg Y de San Antonio-San Vicente) is een secundaire nationale weg in Ecuador. De weg loopt van San Antonio naar San Vicente en is ongeveer 35 kilometer lang.